# 長浜浪漫ビール
長浜浪漫ビール株式会社（ながはまろまんビール、英: NAGAHAMA ROMAN BEER CO.,LTD.）は、クラフトビール・ウイスキーの製造、直営レストランを運営する企業。

## 概要
滋賀県長浜市でクラフトビールの製造、直営レストランを運営している。2016年からウイスキー製造免許を取得し、2017年から熟成前の原酒を販売開始。

## 主な製造クラフトビール

### 長浜エール
クラシックなエールを基本とし、ホップによる苦みと素朴な香りを生かし、深い味わいに仕上げたビール。常温発酵で、日本のビールよりはギネスやバス・ペールエールのような味。日本地ビール協会主催のビア・コンペティション「ジャパン・カップ '99」アメリカン・エール部門で金賞受賞。アルコール度数約5.5%。

### 淡海ピルスナー
ピルスナーとはチェコのピルゼン発祥で、黄金色の輝きと白くきめ細かい泡を持つビールのこと。アルコール度数約5%。

### 伊吹バイツェン
ヴァイツェンとは、ドイツのバイエルン発祥で原料に小麦を50%使用し、淡黄色で酸味が特徴のビールのこと。アルコール度数約4.9%。

## 業務内容
- クラフトビールの製造
- ウイスキーの製造

- 直営レストランの運営

## レストラン
- 滋賀県産の近江牛をはじめ、郷土料理の鮒ずし等、地元食材を使ったメニューがある。フィッシュ＆チップスや、地元伊吹ハムのソーセージ等がある。